# 4-й Дачный
4-й Дачный — микрорайон Саратова, располагающийся в Ленинском районе.

## Географическое положение
Микрорайон 4-й Дачный находится в северо-западной части города. Рельеф микрорайона холмистый. Лесной массив, прилегающий к микрорайону, богат родниками.

## История
До середины XX века Ленинский район был пригородом Саратова, состоящим из дачных посёлков, одним из которых и являлся микрорайон 4-й Дачный. Во второй половине 1940-х годов началось строительство домов для рабочих завода приемно-усилительных ламп п/я 68 (ПУЛ «Рефлектор») и завода электронного машиностроения п/я 447 (ОАО «Элмаш»).
В 2021 году 10 домов на улице Щорса получили статус памятников культурного наследия местного (муниципального) значения. По мнению специалистов с этих зданий в 1945 году фактически началось образование Ленинского района. Также аналогичный статус получили три дома на улице Зои Космодемьянской.

## Улицы
| - Улица Гвардейская - Улица Лесная - Улица Книжная - Улица 4-я Дачная остановка - Улица Панфилова - Улица Элмашевская | - Улица Попова - Улица Бережная - Улица Зои Космодемьянской - Улица Щорса - Улица Спартака |

## Объекты и учреждения
- ФГУП «Главное военно-строительное управление № 5»
- Научно-производственное предприятие «Алмаз»
- Детские сады № 82, 203
- Школа олимпийского резерва № 3
- Школа искусств № 18
- Саратовская городская поликлиника № 9, ЛПО № 3 (детская поликлиника)
- Пожарно-спасательная часть № 5
- Отделение почты № 410033
- Отделение Сбербанка
- Травмпункт 6-й горбольницы (ранее заводская больница)
- Минимаркет сети «Гроздь»
- Филиал ветеринарного госпиталя
- Областной реабилитационный центр для детей и подростков с ограниченными возможностями
- Детский лагерь отдыха «Восход»
- Протезно-ортопедическое предприятие (Саратовский филиал ФГУП Московское ПрОП)

## Общественный транспорт
- Маршрутные такси № 35, 46
- Автобусы № 18д
- Троллейбус № 5а, 11
- Трамвай № 3

## Административное положение
Микрорайон относится судебному участку участок № 5 Ленинского района.
В 2021 году микрорайон попал в Избирательный округ № 21.